# Empoascanara alami
Empoascanara alami är en insektsart som först beskrevs av M. Firoz Ahmed 1970.  Empoascanara alami ingår i släktet Empoascanara och familjen dvärgstritar. Inga underarter finns listade i Catalogue of Life.